# Innenstadt-Nord
Innenstadt-Nord, Dortmund-Innenstadt-Nord – okręg administracyjny (Stadtbezirk) w Dortmundzie, w kraju związkowym Nadrenia Północna-Westfalia. Liczy 53 164 mieszkańców (31 grudnia 2012) i ma powierzchnię 14,42 km².

## Dzielnice
Okręg składa się z trzech dzielnic (Stadtteil):
1. Borsigplatz
2. Hafen
3. Nordmarkt